# كيث غريفيث
كيث غريفيث (بالإنجليزية: Keith Griffith)‏ هو لاعب كرة قدم ومدرب كرة قدم باربادوسي، ولد في 1947 في باربادوس. شارك مع منتخب الجزر العذراء الأمريكية لكرة القدم ومنتخب باربادوس لكرة القدم.

## وصلات خارجية
- كيث غريفيث على موقع قاعدة بيانات كرة القدم.إي يو (الإنجليزية)
- كيث غريفيث على موقع ناشيونال فوتبول تيمز (الإنجليزية)
- كيث غريفيث على موقع Soccerway.com (الإنجليزية)